# Lola 91
La Lola 91 (chiamata anche Lola LC91 o L91) è una monoposto di Formula 1, costruita dalla britannica Lola e utilizzata dalla scuderia francese Larrousse per partecipare al campionato mondiale di Formula 1 1991. 
Progettata da Eric Broadley e Mark Williams, la vettura rispetto alla precedente 90 che montava un propulsore Lamborghini, era alimentata dal motore Ford DFR con architettura V8 da 3,5 litri. Fu ultima monoposto realizzata dalla Lola per il team francese. 
La vettura, guidata dai piloti Éric Bernard e Aguri Suzuki, fece il suo debutto al Gran Premio degli Stati Uniti d'America. La monoposto ottenne durante l'arco del suo utilizzo nella sua carriera solo 2 punti iridati e 21 ritiri.